# Севиља
Севиља (шп. Sevilla) је привредни, културни и финансијски центар Шпаније и главни град покрајине Андалузије. Према националном институту за статистику (ИНЕ) у Севиљи је 2010. године живело 704.198 становника, док са околним насељима број становника износи 1.508.605, што је ставља на четврто место шпанских метропола, после Мадрида, Валенсије и Барселоне.
Како се за време под римском влашћу називала „Хиспалис“ (лат. Hispalis), становници Севиље су познати као „Севиљци” или „Хиспаленси”. Позната је по кориди, Севиљском берберину, родном месту Дон Жуана, тапасима, традиционалном шпанском јелу, као и раскошној маварској архитектури.
Према легенди основао ју је Херкул, грчки митолошки јунак.
Данас је Севиља седиште бискупије, па је самим тим и главно трговачко средиште јужне Шпаније.

## Име
Пре него што је добио назив Севиља, овај град је претрпео многе промене свог назива почев од феничанске колонизације па све до римске и арапске превласти.

### Етимологија
Спал је најстарије познато име Севиље. Верује се да је настало за време Феничанске колонизације Тартешанске културе у југозападној Иберији и према Мануелу Пеликеру Каталану значило је „низина“ на феничанском језику (низија слична Хебрејској Схфели). Током Романске владавине, име се латинизовало па је гласило Хиспалис. После Маварске инвазије, име је адаптирано арапском језику и гласило је Ишбилијатун. Како слово „п“ не постоји у арапском, замењено је словом „б“, латински суфикс –ис је замењен директним арапским еквивалентом „–iyya“, а наглашено „а“ претвара се у „и“ услед фонетичког феномена имела. Севиљска енглеска и шпанска имена развијала су се од арапске речи Ишбилијатун.

### Слоган
Слоган шп. „NO8DO“ је званични слоган Севиље. Верује са да је то ребус који означава шпанско: «No me ha dejado», што значи „Севиља ме није напустила“, са осмицом у средини која представља клупко вуне (шп. Madeja). Легенда каже да је слоган смислио Краљ Алфонсо X који је био становник у градском Алказару и кога су грађани подржавали од када је његов син, касније Санчо IV од Кастиље, покушао да му преотме трон. Амблем је присутан на општинској застави и истакнут је на градским имовинама као што су поклопци шахте и гробница Кристифора Колумба у Катедрали.

## Географија
Провинција Севиља, са површином од 14.001 km², највећа је покрајина у региону Андалузије и има 105 општина, укључујући главни град.
Покрајина поседује велики број природних и културних добара. Природно заштићена подручја чине око 14% укупне површине земљишта, а поседује и 14 историјски значајних места и преко 300 историјских споменика.
Град Севиља се налази у провинцији Севиљи, у склопу аутономне заједнице Андалузије, на југу Иберијског полуострва. Град се налази у плодној долини реке Гвадалкивир, на надморској висини од око 7 m. Површина Севиље износи 140 km².
На северу се граничи са Ла Риконадом, Ла Агабом и Сантипонсеом; на истоку са Алкалом де Гвадаира; на југу са Дос Ерманас, Хелвесом и на западу са Сан Хуаном де Асналфараче, Томаресом и Камасом.

### Клима
Севиља има претежно суптропску климу. Просечна годишња температура Севиље дању износи 25 °C, а током ноћи 13 °C. Након Кордобе, Севиља има најтоплија лета у континенталној Европи, са просечном температуром од 35,3 °C у јулу месецу. Просечне минималне температуре у јулу износе 19,4 °C, и током јула месеца сваке године, у неколико наврата, температура прелази 40 °C. Најнижа температура је забележена 28. јануара 2005. године и износила је -8,2 °C, док је највиша износила 50 °C и забележена је 4. августа 1881. године.
Зиме у Севиљи су благе. Јануар је најхладнији месец, са максималном просечном температуром од 15,9 °C, и минималном од 5,2 °C. Просечне падавине варирају током године од 400 до 800 mm годишње, заступљене су од октобра до априла. Децембар је највлажнији месец, са просечним падавинама од 95 мм. У просеку годишње има око 120 сунчаних дана, а кишних дана око 52.
Током пролећа и јесени у Севиљи има доста сунчаних, као и кишних дана. Уобичајена пролећна температура износи око 20 °C, али може и да досегне 27 °C у мају месецу. Иако у пролеће има доста падавина у Севиљи, оне су умерене и нема олуја. Јесења температура, као и пролећна износи око 20 °C.
| Клима (Севиља)              | Клима (Севиља) | Клима (Севиља) | Клима (Севиља) | Клима (Севиља) | Клима (Севиља) | Клима (Севиља) | Клима (Севиља) | Клима (Севиља) | Клима (Севиља) | Клима (Севиља) | Клима (Севиља) | Клима (Севиља) | Клима (Севиља) |
| Показатељ \ Месец           | .Јан.          | .Феб.          | .Мар.          | .Апр.          | .Мај.          | .Јун.          | .Јул.          | .Авг.          | .Сеп.          | .Окт.          | .Нов.          | .Дец.          | .Год.          |
| --------------------------- | -------------- | -------------- | -------------- | -------------- | -------------- | -------------- | -------------- | -------------- | -------------- | -------------- | -------------- | -------------- | -------------- |
| Апсолутни максимум, °C (°F) | 24,2 (75,6)    | 28,0 (82,4)    | 30,8 (87,4)    | 35,4 (95,7)    | 40,8 (105,4)   | 45,2 (113,4)   | 46,6 (115,9)   | 45,9 (114,6)   | 42,6 (108,7)   | 36,6 (97,9)    | 31,2 (88,2)    | 24,5 (76,1)    | 46,6 (115,9)   |
| Средњи максимум, °C (°F)    | 16,0 (60,8)    | 18,1 (64,6)    | 21,9 (71,4)    | 23,4 (74,1)    | 27,2 (81)      | 32,2 (90)      | 36,0 (96,8)    | 35,5 (95,9)    | 31,7 (89,1)    | 26,0 (78,8)    | 20,2 (68,4)    | 16,6 (61,9)    | 25,4 (77,7)    |
| Просек, °C (°F)             | 10,9 (51,6)    | 12,5 (54,5)    | 15,6 (60,1)    | 17,3 (63,1)    | 20,7 (69,3)    | 25,1 (77,2)    | 28,2 (82,8)    | 27,9 (82,2)    | 25,0 (77)      | 20,2 (68,4)    | 15,1 (59,2)    | 11,9 (53,4)    | 19,2 (66,6)    |
| Средњи минимум, °C (°F)     | 5,7 (42,3)     | 7,0 (44,6)     | 9,2 (48,6)     | 11,1 (52)      | 14,2 (57,6)    | 18,0 (64,4)    | 20,3 (68,5)    | 20,4 (68,7)    | 18,2 (64,8)    | 14,4 (57,9)    | 10,0 (50)      | 7,3 (45,1)     | 13,0 (55,4)    |
| Апсолутни минимум, °C (°F)  | −8,2 (17,2)    | −5,5 (22,1)    | −2,0 (28,4)    | 1,0 (33,8)     | 3,8 (38,8)     | 8,4 (47,1)     | 11,4 (52,5)    | 12,0 (53,6)    | 8,6 (47,5)     | 2,0 (35,6)     | −1,4 (29,5)    | −4,8 (23,4)    | −8,2 (17,2)    |
| Количина падавина, mm (in)  | 65,7 (25,87)   | 49,9 (19,65)   | 35,8 (14,09)   | 54,0 (21,26)   | 30,5 (12,01)   | 9,9 (3,9)      | 2,4 (0,94)     | 5,3 (2,09)     | 26,9 (10,59)   | 68,3 (26,89)   | 91,1 (35,87)   | 99,0 (38,98)   | 538,8 (212,13) |
| [ тражи се извор ]          |                |                |                |                |                |                |                |                |                |                |                |                |                |

### Хидрографија
Кроз Севиљу протиче река Гвадалкивир (шп. Río Guadalquivir, арап. Wadi Al-Kabīr), што значи „Велика река“. Ово је најдужа река Андалузије и пета по дужини на Иберијском полуострву. Дуга је 657 км. Источни и југоисточни део Севиље је окружен са три реке, које су притоке реци Гвадалкивир. Најважнија од њих је река Гвадаира. Она се улива у реку Гвадалкавир 20 km од центра Севиље. Притоке Тагарете и Тамаргиљо обједињује хидрографску мрежу града.

## Демографија
Према попису становништва из 2011. године град има 703.021 становника, од којих мушкарци чине 47,65%, а жене 52,35%. Севиља је четврти град по броју становника у Шпанији, после Мадрида, Барселоне и Валенсије. Градско подручје Севиље има око 1.519.639 становника и величине је 4535,78 км ², што га такође чини четвртим највећим градским подручјем Шпаније, као и великим туристичким, економским и индустријским центром.
Од укупно 703.021 људи анкетираних у 2011. години, 38.314 су били страни држављани, што представља 5,45%, што је испод националног просека. Имигранти углавном потичу из Латинске Америке. Најбројнији су Мароканци (4.228), Боливијци (3.575), Румуни (2.155), Еквадорци (2.335), Колумбијанци (2.488) и Кинези (2.629).

## Лука Севиља
Град је смештен дубоко на копну, али само 6 m изнад нивоа мора. Севиља је дуго била важна морска лука пошто је са морем повезана реком Гвадалкивир. У Севиљи је Магелан добио бродове за свој пут око света. Највећи део сребра из шпанских колонија доспевао је у ову луку и овде се налазило седиште владине службе која је надгледала прекоокеанску трговину. У Севиљи се налази највећи архив кад су у питању документа шпанске администрације у Америци (шп. Archivo General de Indas). Америчко злато је одатле превожено бродовима до Антверпена или Ђенове која су била седишта банкарства и где се скупљао новац за шпанску круну. И друга роба је прво допремана у Севиљу: тако је на пример 1585. године прва пошиљка чоколаде стигла у овај град и целу Европу.
Севиља је била највећи град у Шпанији у 16. и 17. веку, са 130.000 становника. После 1649. када је градом харала куга, Севиља губи ранији значај, али и даље остаје уметнички центар барока.
За време Шпанског грађанског рата (1936—1939) град је одмах на почетку освојила војска Франсиска Франка.

## Природни свет
На овом простору заступљене су многобројне биљне, као и животињске врсте што природни свет Севиље чини веома богатим.

### Флора
Током читаве историје града развијала се разнолика флора, која је резултовала да се сваки парк или башта током времена разликују од осталих, и људима приближе разлоге због којих су изграђене.
Више од 750 различитих вегетацијских врста из различитих делова планете налазе се окупљене у граду.
Међу дрвећем, које се због свог обиља и карактеристика истиче цветањем, налазе се џакаранда(биљка)џакаранде и горке поморанџе.
На различитим шеталиштима такође се могу видети и друге честе врсте дрвећа, као што су бели багреми, платани, као и типуане и „ватрено дрвеће”, које је врста платана.
Историјске градске баште прави су приказ различитих стилова и величина, које уједно поседују и разнолике егзотичне врсте, као у Врту Алказар, Парку Марије Луисе, Парку ужитка или у Америчкој башти.
Тамо је могуће срести и дрвеће попут еукалиптуса, магнолије и „гуменог дрвећа“, које представљају врсту фикуса. Такође, могу се видети и дрвећа банане, белих багрема и хакаранди.
На различитим зеленим површинама које осликавају традиционални концепт урбаног парка, где су наметнути критеријуми на уштеди приликом одржавања и које представљају претходнице европске баштине, налази се већа присутност аутохтоних биљних врста, као и натурализованих, прилагођених граду и клими Севиље.
Парк Аламиљо обухвата 48 хектара на најсевернијем делу острва Ла Картуха. Састоји се од аутохтоних шумских подручја у којима се спровођење баштенских активности ограничава на санитарна орезивања и наводњавања. У овом парку можемо наћи дрвеће рогача, наранџи, маслина, храста, јасена и борова. У близини, поред Магичног острва, налази се Америчка башта, са више од 400 биљних врста америчког порекла. Изграђена је за Светску изложбу 1992. године, а поново бива на изложби и 2010. године.

### Фауна
Дивље животиње које чине фауну Севиље су оне које најбоље искоришћавају отпад урбаног друштва, а и веома се разликују од оних у историјским баштама, градским парковима, главним парковима и оних на обалама река Гвадаира и Гвадалкивир.
Најбројнији кичмењаци који чине фауну Севиље јесу птице, укључујући многобројне врсте птица у различитим парковима у граду.
Ако изузмемо реке, најбројнији представник риба јесте златни караш, који се углавном може пронаћи у барама.

## Историја
Град Севиља је стар око 2 200 година. Пролазак различитих цивилизација утицао је на стварање великог, данас веома добро очуваног историјског центра као и на посебан карактер овог града.

### Рани периоди
Митолошки оснивач Севиље је Херкулес (шп. Хераклес), обично поистовећен са Феничанским богом Мелкартом, за кога митови кажу да је пловио кроз Гибралтарски мореуз све до Атлантика и основао трговинско место на позицији данашњег Кадиса и Севиље.
Град је у романско време био познат као Хиспалис. У градовима у близини - Сантипонсе (Италика) и Кормона налазе се важна археолошка налазишта.
Јулије Цезар је граду дао статус колоније, док је за време Птолемеја био метропола. За време Вандала и Визигота Хиспалис је био центар јужне Шпаније и имао је већи значај од Кордубе (данашње Кордобе). Романске карактеристике које још увек постоје у Севиљи су остаци аквадукта, храм у улици Мамолес, стубови Ла Аламеда де Херкулес шп. La Alameda de Hércules) и остаци у Дворишту застава, трг близу Катедрале Севиље. Зидови који окружују град су оригинално били изграђени за време владавине Јулија Цезара, али њихов тренутни ток и дизајн је дело Мавара који од 711. године контролишу град, а сведок тога је арапска архитектура присутна у старијим деловима града.
Тада, у доба арапске владавине, Севиља је била богат и славан град, из кога су се касније кретали конкистадори у освајачке походе и враћали се доносећи прекоокеанско благо. Године 1248. град осваја Фернандо III и припаја га краљевини Кастиљи.
Током 5. и 6. века било је много узастопних напада на романску провинцију од стране племена Вандала и Визигота.

### Маварска ера
Севиљом су за време освајања Хиспалиса 712. године завладали Мавари, муслимани са севера Африке. Била је главни град за краљеве Омејадског калифата, династије Алморавида прво, а после династије Алмохада од 8. до 13. века.
Маварски урбани утицаји наставили су се и присутни су и у савременој Севиљи. То се може уочити на примеру обичаја украшавања априлацима (шп. herbaje) и малим фонтанама у двориштима кућа. Међутим, већина маварске естетике припада стилу мудехар. То је стил исламске културе који се развио под хришћанском владавином и који је инспирисан арапским стилом. Оригиналне маварске зграде су „Двориште од гипса“ (шп. Patio del Yeso) и Алкасару, градске зидине и главног одељка Хиралде, звоника Катедрале Севиље.

### Кастиљанска ера
Године 1247. хришћански краљ Фердинанд III од Кастиље и Леона почео је са освајањем Андалузије. После освајања Хаена и Кордобе, он је запленио села која окружују град, Кармона, Лора дел Рио и Алкала дел Рио, и држао стајаћу војску у близини. Опсада је трајала петнаест месеци. Одлучујућа опсада се десила у мају 1248. године када је Рамон Бонифас допловио до Гвадалкивира и уништио мост који је раздвајао град од фарми Алхарафе. Град се предао 23. новембра 1248. године.
Развитак града се наставио после кастиљанске опсаде 1248. године. Конструисане су грађевине, укључујући и цркве, од којих су многе биле изграђене у мудехар стилу, и Катедрала Севиље изграђена током петнаестог века са готичком архитектуром. Маварска палата је постала пребивалиште хришћанских краљева и током владавине Педра Првог била је замењена Алказаром (горњи нивои су и даље коришћени од стране краљевске породице као пребивалиште у Севиљи).
Године 1391. архиђакон Ферант Мартинез затворио је све синагоге у Севиљи и претворио их у цркве. Један од примера је Санта Марија ла Бланка. Такође је присвојио квартове и продавнице (налазе се у данашње време у делу Санта Крус). Хиљаде људи је било убијено током погрома, док су остали били приморани да се преобрате. У почетку је активност инквизиције била ограничена на епархије Севиље и Кордобе где је Алонсо де Кордоба откривао крипто-јевреје. Трг Сан Франсиско је било место дешавања Аутодафе. Прва Аутодафа је била у Севиљи 6. фебруара 1492. године када је шесторо људи живо спаљено. Алфонсо де Охеда је лично држао проповед. Од тада је Инквизиција рапидно расла. До 1492. године трибунали су постојали у осам кастиљанских градова: Авила, Кордоба, Хаен, Медина дел Кампо, Сеговија, Сигуенса, Толедо и Ваљадолид.

### Златно доба
Праћење Колумбове експедиције у Нови свет 1492. године и освајање нових територија названих Западне Индије, коначно је почело да иде у корист Севиљи зато што је сва роба прво морала да прође кроз „Кућу трговине“. Кућа трговине била је владина установа која је контролисала сву трговину и колонизацију целе шпанске империје. Златно доба развоја почело је у Севиљи с обзиром на то да је ту била једина лука која је имала краљевско одобрење за трговину са шпанским колонијама у Америци. Како су трговачки бродови једино смели да пристану у луку у Севиљи, убрзо је велики број трговаца из Европе био приморан да се пресели овде како би успели да дођу до робе која се увозила из Шпанске Америке. Самим тим, популација града порасла је и до милион људи. У касном периоду 16. века лука у Кадису такође је добила одобрење трговине. Овим догађајем 1649. године Севиља је изгубила половину становништва и није се опоравила до почетка 19. века. Током 18. века њен међународни значај био је у опадању.
Писац Мигел де Сервантес живео је у Севиљи између 1596. и 1600. године. Због финансијских проблема Сервантес је радио као добављач за Шпанску флоту и сакупљач пореза. Прича једне од његових познатих комедија (шп. Rinconete y Cortadillo) говори о две скитнице које су дошле у Севиљу, привучене богатством и нередом који је у 16. веку донесен трговином са Америком.

### 18. век
Током 18. века Карлос III трудио се да развије индустрију Севиље. Грађење Краљевске фабрике дувана започето је 1728. године, а дорађивана је наредних 30 година. Ово је била друга по величини грађевина у Шпанији, одмах након краљевске палате Ескоријала. Од 1950. године овде је седиште Универзитета Севиље.
Севиља је такође позната по томе што је 1758. године издала своје прве новине које су представљале прву штампу у Шпанији која је настала ван Мадрида.

### 19. и 20. век
Пад Севиље се догодио убрзо након почетка Шпанског грађанског рата 1936. године. Генерал Гонсало Кипо де Љано извршио је удар унутар града и убрзо заузео његов центар. Радио Севиља супротставио се уздизању удара позивајући сељаке да дођу у град са оружјем, док групе радника постављају барикаде. Де Љано је након тога окупирао „Радио Севиље“ и искористио га да разгласи пропаганду франкистичких покрета. Након првобитног окупирања града, отпори су се наставили међу радничком класом народа све док се није догодио низ насилно одузетих имовина. Под правилом Франсиска Франка Шпанија је званично била неутрална у Другом светском рату, као и остатак земље. Севиља је такође остала економски и културолошки изолована од остатка света. Године 1953. отворено је бродоградилиште у Севиљи на коме је током седамдесетих година 20. века година посао добило више од две хиљаде људи. Пре постојања регулације мочвара у басену реке Гвадалкивир, у Севиљи су се често дешавале поплаве. Могуће да се једна од најгорих поплава догодила новембра 1961. године када је река Тамаргиљо преплавила, због огромних количина падавина, и због тога Севиља је била проглашена зоном катастрофе.
У Шпанији 3. априла 1979. године, након завршетка Франкове диктатуре, први пут су одржани демократски локални избори на којима су изабрани одборници из четири различите партије. Папа Јован Павле II је у Севиљи 5. новембра 1982. године одржао мису за више од пола милиона људи.

## Сликарство
Севиља је изнедрила нека од најзначајнијих имена шпанског сликарства XVII века: Франсиска Ереру Старијег и Млађег, Франсиска де Сурбарана, Дијега Веласкеса, Хуана де Валдеса Леала и Бартоломеа Естебана Муриља.
Франсиско де Сурбаран (1598-1664) - његова дела била су дубоко религиозна и под знаком црквеног патроната. Родио се и одрастао у Екстремадури где је добио прво сликарко образовање. 1615. године наставља да учи и ради у Севиљи. У овом периоду слика „Христ на крсту“ и „Свети Серапије“. У првој слици је приказана напета мускулатура Христовог тела у агонији и белог платна око његових кукова. Серапије је насликан у дугој белој одори са огртачем. Сурбаран је мајсторски владао сликањем драперија, нарочито белих. Следећа слика је „Одбрана Кадиса“ која слави победу над Енглезима. Радио је за многе манастире и редове. Свакако би требало поменути „Поклоњење мудраца“, „Поклоњење пастира“, затим „Тријумф светог Томе Аквинског“, „Јављање светог Петра светом Петру Ноласку“, композиције Свете Маргарите, Свете Агате, „Безгрешно зачеће“, “Шоље и чаше“, „Агнец Божји“...
Дијего Родригез де Силва и Веласкес (1599-1660) потиче из реда ниже аристократије. Оженио се ћерком мајстора Франсиска Пачека. Дела: „Старица која пржи јаја“, „Водоноша“, слика са којом је добио звање краљевског сликара. Пред пут у Италију настаје дело „Бахов тријумф“, где је приказан Бог Дионис у друштву припитих сељана, затим „Вулканова ковачница“. Сликао је такође портрете међу којима су портрети Филипа III, Филипа IV, доње Марије Тересе, доње Маргарите од Аустрије. Овом периоду припада и слика „Дворска луда дона Себастијана де Мора“ као и ремек-дело „Предаја Бреде“ познатија као “Копља“, која приказује тренутак предаје утврђеног холандског града Бреде. У Италији настају слике „Портрет папе Иноћентија X“ и „Венера пред огледалом“, где је богиња приказана са леђа како одмара на постељи и посматра свој лик у огледалу које држи Купидон. Слике које је насликао у каснијим годинама су: „Прича о Арахни“, познатија као „Преље“ или „Ткаље“, и „Мале дворске даме“, које су уједно и Веласкесово најпознатије дело и једно од ремек-дела шпанског барока, насликана 1656. године. Назив ове слике односи се на две девојчице које забављају малу инфанткињу Маргариту, најмлађу кћер краља Филипа IV.
Хуан де Валдес Леал (1622—1690) био је сликар изразито барокног, тенебристичког и натуралистичког стила. Родио се у Севиљи где је и провео цео свој живот. Од важнијих дела су: „Свети Андрија“, „Повлачење Сарацена“, „Исус расправља са учењацима“, „Крај земаљске славе“ и „У трептај ока“. Стил му је морбидан и драматичан. Композиције су му мрачне.
Бартоломе Естебан Муриљо (1617—1682) родио се и живот провео у Севиљи. Био је ученик Хуана де Кастиља. Сматра се главним представником севиљске и шпанске зреле фазе, високог барока. Око тридесет слика је са темом безгрешног зачећа, од којих се издвајају „Анђеоска кухиња“, „Свети Исидор“, „Свети Леандар“, „Благовести“, „Добри пастир“. Такође је позната слика „Света породица с птичицом“ где је приказан свети Јосиф како брине о малом Исусу који се игра са псом и у руци држи птичицу, а Марија их благонаклоно гледа док обавља уобичајене кућне послове. Сви ликови су приказани без улепшавања, а реализам је доведен до врхунца. Треба поменути и „Галицијке“, познатије као „Жене на прозору“. Композиције којима је Муриљо добио звање једног од највећих шпанских мајстора 17. века су: „Дечаци једу диње и грожђе“, „Мали просјак“, „Продавци воћа“ итд.

## Архитектура
Током историје смењивале су се разне културе и утицаји, од Феничана, Римљана, Мавара и Јевреја до Хришћана, а то је управо оно што Шпанију чини онаквом каква јесте - са традицијом и на први поглед неспојивим разликама које, уклопљене у једну целину, овај град чине фасцинантним. 
Многи европски градови су, последњих деценија, постали превише монотони и слични једни другима. Андалузија је једна од најсликовитијих и најлепших шпанских покрајина, а Севиља, као њена престоница, још увек чува огромно богатство које су оставили пре свих Маври. Разне ратове и бурне периоде су преживеле многе севиљске четврти попут Триане, Макарене и Санта Круса које још увек са поносом показују аутентичну архитектуру и уопште другачији начин живљења.

### Алказар
Алказар, прву европску краљевску резиденцију са раскошним палатама и вртовима, који се налази насупрот катедрале и који је од Трга победе одвојен Лављим вратима, Арапи су градили у периоду од 12 до 14. века, а хришћански владари наставили су проширење здања и уређење вртова комбинацијом маварског и енглеског стила. 
Налази се преко пута катедрале. Испред улаза је Тријумфални трг. У палати су живеле и владале многе генерације краљева. Проширења и преуређења су рађена небројано пута током историје дуге 1100 година. Градњу су почели маварски султани, а касније је наставили шпански краљеви.
Могу се видети Сала Правде (шп. Sala de la Justicia), Сала де Аудиенсиас, Палата дон Педра и салони Карлоса V. Иза палате је неколико вртова у којима се могу видети фонтане, базени и стазе. Данашњи изглед, вртови су добили у 16. и 17. веку.
Читава Севиља крије мистичност насталу преплитањем култура и векова. Једнако заокупљају пажњу и дивљење таписерије и мозаици по зидовима, Салон амбасадора са гипсаним сводовима, Врт песника, или, пак, онај намењен девицама. Идеја да се крене ка Индији, у потрази за зачинима, вероватно је настала у једном од салона или на баштенској клупи овог велелепног здања. И тако је, захваљујући амбицији краљице Изабеле и радозналости Кристифора Колумба, откривен нови континент, а Шпанија постала светска сила.

### Златни торањ
Сва роба која је довожена из новог света морала ја да „прође“ кроз Златни торањ, који је на самој реци. Међу том робом су и намирнице без којих је немогуће замислити данашњи живот – кромпир, парадајз, чоколада и дуван. И чувени Магелан се одатле отиснуо на пут око света. Као и Америго Веспучи. Првобитно је имао одбрамбену и осматрачку функцију. Иако торањ више није опточен златом, представља битно историјско наслеђе, јер се ту чувају географске карте, макете бродова, топови, портрети морепловаца, уопште слике једног славног времена. „Суфицит“ опљачканог злата, Шпанци су лако решили – уградњом у импозантан олтар катедрале, огромних димензија. Од некадашње осматрачнице, барутане и затвора настао је Поморски музеј са видиковцем, одакле се пружа поглед на целу Севиљу са свим њеним знаменитостима – ареном, парковима, зградом универзитета, градском кућом, мостовима, најчувенијим хотелом Алфонсо XIII и свакако катедралом и Алкасаром.

### Јеврејска четврт
Несвакидашњим градским шармом издваја се Јеврејска четврт, са уским уличицама, слатким трговима, прелепим сувенирницама, ресторанима са најбољим тапасима у целој Шпанији, кућама са цветним балконима и прелепим патијима (двориштима), где је први пут изведена опера Кармен и где је своје прве кораке начинио чувени барокни сликар Бартоломео Муриљо. И његов савременик Веласкес је такође рођен у Севиљи, али ју је већ са двадесет година напустио и отишао у Мадрид као званични сликар на двору Филипа IV.

### Шпански трг
Један од најлепших тргова Севиље, Трг Шпаније (шп. Plaza de España), довршен је 1929. године, у неомаварском стилу, за потребе иберо-америчке изложбе и налази се наспрам парка Марије Луисе, препуног белим голубовима, који важи за један од првих јавних паркова у Европи. Дело је архитекте Анибала Гонзалеза (шп. Anibal Gonzalez).
Велики плато са фонтаном, мостићи над каналом којим туристи пролазе у гондолама и велелепна палата од опеке, украшена керамиком у маварском стилу, чине овај простор јединственим. Не може се замислити бољи склад боја, облика и детаља, а посебан шмек читавом тргу даје клупа по ободу дворца са дивним мозаицима градова Шпаније израђеним у мајолици. Данас су ту смештена разна локална министарства.

### Амерички трг
Амерички трг (шп. Plaza de America) је истовремено завршен када и шпански. Окружују га три велике зграде у којима се налази Археолошки музеј, Народни музеј и Краљевски павиљон.

### Севиљска катедрала
Други називи: Хиралда, Санта Марија де ла Седе
Највећа је готичка и трећа је катедрала на свету по величини. Направљена је на месту џамије грађене у периоду од 1184. до 1198. године и посвећена је Девици Марији. Џамија је претрпела велика оштећења 1356. године у разорном земљотресу. Сачувани су стубови и други елементи старе џамије.
Градња катедрале је почела 1402. године, а завршена је тек 1506. године. По величини је премашила Аја Софију у Истанбулу која је до тада стотинама година имала епитет највеће. Међутим, после само пет година купола се обрушила. Брзо је извршена поправка. Крајем 19. века, тачније 1888. године, поново је дошло до урушавања које је санирано петнаест година касније.
Унутрашњост катедрале одликује огроман простор препун капела (око 80), многобројних уметничких дела као и ремек дело – раскошни олтар висине тридесетак метара, изузетно филигрански резбарен и позлаћен, са фигурама и сценама из Христовог живота. Олтар (шп. Capilla Mayor) је, скулптор Питер Денсарт (фр. Pieter Dencart), почео да ради 1482. године, а завршили су га разни уметници тек 1564. године. На њему је осликано преко хиљаду библијских фигура.
Обиље злата којим су Шпанци располагали, искоришћено је да покаже свету славу и утицај Севиље, њено прво место главног трговинског центра. Осим богатства стилова, преко арапског, готског, ренесансног до барокног, највећег олтара на свету, где је уграђено више од две тоне злата, најстаријих оргуља, грандиозних капела, дворишта са поморанџама, Муриљових слика, катедрала поносно чува и Колумбов гроб. У великом саркофагу се налази део посмртних остатака Кристифора Колумба док је део и даље на Карибима. Постојале су гласине да посмртни остаци у саркофагу не припадају славном морепловцу, али су исте демантоване ДНК анализом. Његове мошти су сељене из Шпаније на Кубу, да би биле поново враћене у Севиљу. Колумбов син завештао је очеве рукописе катедрали. Његов сандук држе 4 краља извајана у природној величини.
Минарет је преживео земљотрес па је претворен у звоник који се зове Хиралда (шп. La Giralda) и представља један од симбола Севиље. Висок је 105 m. Уместо степеница направљене су рампе, а данас су на врху торња звона која се често оглашавају.
Занимљива је историја врха минарета који је првобитно на врху осим места за позив верника на молитву, имала и астрономску опсерваторију. Убрзо су додате 4 хромиране бакарне сфере, које су обасјане Сунцем рефлектовале своју позицију километрима наоколо. Нажалост, земљотрес је уништио сфере, а Шпанци су искористили минарет џамије који су надоградили и додали звона и крст. У унутрашњости торња задржана је идеја Мавара. Нису изграђене степенице, већ до врха торња води стрма калдрмисана стаза која се полукружно увија око унутрашњости торња.
Изнад звона дограђене су 4 мале просторије са балконима, док је на врху статуа која држи крст симболизујући хришћанску веру.

### Тријана
Овај кварт је, као и други крајеви који су током историје одвојени од главног града, био познат под именом арабал. Тријана се налази на обали између две притоке реке Гвадалкивир. Друге две притоке такође улазе у састав ове области, Лос Ремедиос на југу и Картуха на северу.
У њој су већину чинили Хитаноси (Роми). Расељени су током шездесетих и седамдесетих година прошлога века у друге делове Севиље.
Данас су становници Тријане познати под називом Тријанероси и веома се разликују по карактеру од остатка становништва Севиље.
Тријана је позната по развијеној индустрији керамике, као и томе што се њени становници традиционално баве производњом грнчарије. Осим тога, место је где је настао фламенко и где многобројни фестивали играју важну улогу у развоју севиљске културе и традиције.

#### Мост Тријане
Из Тријане, једног од најпознатијих квартова смештеног уз реку Гвадалкивир, излази се на мост Изабеле II, међу Севиљцима познат и као мост Тријане.
Поменути мост, као један од препознатљивих симбола града, изграђен је од гвожђа у 19. веку и као најстарији очувани мост овог типа у земљи, проглашен је историјским наслеђем Шпаније. Са њега се пружа поглед на Златни торањ (шп. Torre del oro), на арену за бикове Маестрансу (шп. Maestranza), као и на Севиљску катедралу и њен чувени звоник Хиралду (шп. La Giralda).

### Италика
Сципион Африканац је 206. п. н. е. у близини Севиље, десетак километара северозападно крај места Сантипонсе, изградио ветеранско насеље Италику, најстарији римски град у Шпанији. Триста година касније, у 2. веку, родио се император Трајан, а верује се да се ту родио и његов усвојени син Хадријан који је између осталог засужан и за процват Виминацијума.
Већи део некадашњег Старог града (лат. Ветус Урбс) се налази испод данашњег Сантипонсеа, а сачувани су остаци Новог града (лат. Нова Урбс) кога је сазидао Хадријан. Сачуван је један од највећих римских амфитеатара који је могао да прими преко 20.000 гледалаца. 
У горњем делу града су се налазиле улице са кућама у којима су делимично сачувани мозаици. Најзначајније су шп. Casa del planetario и шп. Casa de los pajaros, што у преводу значи „Кућа птица“.

### Пилатова кућа
Пилатова кућа (шп. Casa de Pilatos) је зграда из 14. века и важи за једну од најлепших у Севиљи. Комбинација различитих стилова изнедрила је двориште и просторије ове виле по којој је, поред осталих знаменитости, позната. Грађена је за потребе богатих и данас сведочи о некадашњој слави и богатству њених становника. Двориште са фонтаном, украшено статуама италијанске ренесансе, наткривено је чипканим аркадама мудехар стила. Зидови просторија у приземљу које излазе на двориште обложени су ручно рађеним керамичким плочицама са комбинацијом разних боја и шара. Плафони од кедровине, мозаици испреплитани, украшени грбовима породица, сведоче о раду врхунских мајстора.

### Метропол Парасол
Метропол Парасол је дрвена структура која се налази у Севиљи. Пројектовао ју је немачки архитекта Јурген Мајер-Херман. Изградња овог комплекса је трајала непуних 6 година, од 26. јуна 2005. до априла 2011. године када је завршена. Ово је највећи светски објекат који је првенствено спојен лепком. Дугачка је 150, широка 75 и висока 28 m. Зграда је још позната под називом шп. Las Setas de la Encarnación. Овај комплекс се састоји од 6 “сунцобрана” у облику џиновских печурака.
Најважније карактеристике овог пројекта (победника конкурса одржаног 2004. године) јесу просторна конфигурација и слојевито дељење. То је издигнута плажа, а такође и простор за пијацу, ресторан, простор за куповину, кровну променаду и Археолошки музеј, а све то ослањајући се само на шест тачака тако да не ремете античке римске руине испод. По проценама, утрошена новчана средства за изградњу овог комплекса износе 100 милиона евра.

## Музеји
У Севиљи има доста музеја и сваки од њих је стручан за једну конкретну тему. Најпознатији је Музеј ликовних уметности Севиље, у коме се налазе ремек-дела уметника севиљске барокне школе као што су Муриљо, Сурбаран, Веласкес, Валдес Леал и други.

### Музеј ликовних уметности
Музеј ликовних уметности назван је тако у Севиљи у септембру 1835, а свечано је отворен 1841. године. Налази се на Тргу музеја, где доминира скулптура посвећена Бартоломеу Естебану Муриљу. То је основни музеј за упознавање барокног севиљског сликарства, посебно Сурбарана, Муриља и Валдеса Леала. Почео је да садржи радове из манастира и храмова које је добио од Либералне владе Мендисабал. Последњих година пораст броја радова у музеју дугује се донацији регионалне управе и других потомака првих уметника. Као резултат овог процеса, јавност може да види дела познатих сликара, као сто су Муриљо, Веласкес, Сурбаран, Валдес Леал, Гонсало Билбао, Валериано Бекер и других уметника севиљске школе, Лукаса Кранаца и Мартина де Воса.

### Палата грофице од Алгабе
Палата грофице од Алгабе је историјски објекат у Севиљи, аутономној заједници Андалузије у Шпанији. У мудехар је стилу и сматра се једним од најлепших примера маварске уметности у Севиљи. Од 11. јануара музеј је смештен у Центар Мудехарске Уметности у Севиљи. Хуан де Гузман је наредио да се изгради, први муж Алгабе и један велики део дела је из 16. века. Током своје историје, палата је имала неколико различитих власника. У 19. веку, зграда је ушла у период декаденције и била је коришћена за различите намене. Између 1844. и 1861. године, приземље зграде било је Херкулово позориште или сајам за 300 гледалаца, а касније је постало место становања и летњи биоскоп. Потпуно је реновирана између 1998. и 2002. године од стране Одељења за планирање града Севиље, захваљујући урбанистичком плану европских фондова. Тренутно се у њеној унутрашњости налази седиште Делегације грађана и Мудехар центар.
Главни улаз је подељен на два дела: подножје изграђено од камених блокова, а врх украшен разнобојним плочицама. Унутрашњост је подељена на два спрата која се налазе око централног дворишта украшеног луковима донетих из Ђенове, од којих већина нису преживели. Бочно се може видети кула слична Кули Гузмана. У једној соби у приземљу може се видети оригинални плафон, са цртежима биљака и грбова, слично степеништу које је пажљиво обновљено. Раније је постојао пролаз који је директно повезивао Палату са оближњом црквом Омниум Санкторум, али је срушен у 19. веку.
Хуан Игнасио Соидо је 11. јануара 2013. године, постао градоначелник Севиље и отворио „Мудехар Центар“ у Палати Маркиза од Алгабе. Тренутно је изложено 111 комада повезаних са овим стилом уметности, између којима су мудехар тегле, печати, крпе и надгробни споменици.
Остали музеји Севиље су: 
- Археолошки музеј - садржи колекције из римског и тартесијанског периода, и који је смештен на Америчком тргу у парку Марија Луиса.

- Музеј уметности и традиције - налази се такође на Америчком тргу испред Археолошког музеја
- Андалузијски савремени уметнички центар - смештен је у Ла Картухи.
- Морнарски музеј - смештен у Златној кули поред реке Гвадалкивир.
- Музеј кочија - у комшилуку Лос Ремедиос
- Музеј Фламенка
- Музеј Борбе бикова (илити Таурино музеј) заједно са ареном где се одржавају борбе бикова која је под власништвом краљевске коњице.
- Палата Грофице од Лебрије - приватна је колекција у којој се налази мноштво подова који су у мозаицима и који су откривени близу римског града Италике.
- Веласкес центар – смештен је у некадашњу свештеничку болницу у туристичком насељу Санта Круз
- Антикварница - музеј који се налази испод Метропол Парасола, подземни музеј где се налазе остаци Римљана и Муслимана
- Дворац Светог Ђорђа - остаци који се налазе поред моста Изабеле II, уједно је био и последње седиште шпанске инквизиције.
- Музеј Базилика Макарене – у њему је излагана колекција Макарена Братства. Она пружа посетиоцима тачан утисак Севиљске Свете недеље.
- Пилатова кућа – то је андалузијска палата у Севиљи која служи као пребивалиште војводи од Мединацелија. Зграда је позната по свом архитектонском стилу који комбинује италијанску ренесансну и шпанску Мудехар архитектуру. Сматра се прототипом за све друге андалузијске палате.
- Геолошки музеј
- Кућа Муриља - била је дом сликара Бартоломеа Естебана Муриља у каснијим годинама његовог живота[34]

## Паркови и баште
- Парк Марије Луисе је монументални парк изграђен за Светску изложбу 1929. године која је одржана у Севиљи – Иберо-америчка изложба. Такозване “Jardines de las Delicias”, ближе реци, део су Парка Марије Луисе.[35]
- Баште Алказара, у основи палате Алказар, састоје се од неколико сектора који су се развијали у различитим историјским стиловима.[36]

- Баште Муриљ и баште Каталине де Рибере, обе се простиру дуж и испред јужног зида Алказара, леже поред четврти Санта Круз.
- Паркови Аламиљо и Сан Херонимо, највећи паркови Андалузије, су оригинално изграђени за Светску изложбу Севиље '92 године да би репродуковали Андалузијску флору. Простиру се преко обе обале Гвадалкивира, око мендра Сан Херонимо. Импресивна бронзана скулптура, висока 32 метра „Рађање новог света”, такође позната као Колумбово јаје (шп. el Huevo de Cólon) је дело грузијског скулптора Зураба Церетелија. Смештена је у северозападни сектор.[37]
- Америчка башта је такође довршена за Светску изложбу 1992. године. Налази се у Ла Картухи. То је јавна ботаничка башта, са репрезентативном колекцијом америчких биљака, које су донирале разне земље поводом Светске изложбе.

## Образовање
Севиља је дом три државна универзитета: Универзитет Севиље, основан 1505. године. Седиште ректората овог универзитета је оригинално било фабрика дувана. Она у којој је радила Кармен из истоимене опере. 
Универзитет Пабла де Олабиде, основан 1997. године и Универзитет Андалузије, основан 1994. године.
Такође, постоји Школа Хиспано-америчких студија, основана 1942. године, Менендес Пелајо Интернационални Универзитет у Сантандеру који управља огранком кампуса у Севиљи.

## Политика
Севиља је главни град Аутономне Заједнице Андалузије. Палата Сан Телмо представља седиште представништва Аутономне Владе Андалузије. Административно седиште је у граду Торе Тријана у Картухи. Болница под називом „ Пет рана“ је тренутно седиште Парламента Андалузије. Од 2012. године, Владу Андалузије чини коалиција између Социјалистичке радничке партије и удружене левице коју предводи Хосе Антонио Грињан Мартинез. Избори се одржавају сваке четири године.
Палата Сан Телмо представља седиште представништва аутономне владе Андалузије, а Севиља је главни град аутономне заједнице Андалузије према члану четири Статута Аутомне Заједнице Андалузије из 2007. године. Севиља је такође главни град покрајине Севиље. Заједничко веће Севиље има градоначелника и 33 одборника и изборе који се одржавају сваке четири године. Од 2011. године, градску владу чине Народна странка, а градоначелник је Хуан Игнасио Соидо Алварес. Скупштина града се налази на Новом тргу, у насељу Аренал. Управа града је децентрализована у 11 округа.

## Економија
|                              | 2004  | 2005  |
| Становништво преко 16 година | 558,2 | 583,6 |
| Активни                      | 315,5 | 334,3 |
| Заузети                      | 272,7 | 298,2 |
| Неактивни                    | 244,7 | 249,3 |
| Стопа активности (%)         | 56,52 | 57,68 |
| Стопа запослености (%)       | 48,85 | 51,10 |
| Стопа незапослености (%)     | 13,60 | 10,80 |
| Стопа неактивности (%)       | 43,48 | 42,72 |

Севиља је најнасељенији град у јужној Шпанији, и има највећи БДП (бруто домаћи производ) у целој Андалузији, и чини једну четвртину њеног целог БДП-а. Све општине у градском подручју директно или индиректно зависе од економије Севиље, док економијом мањих села доминира пољопривреда, а такође постоји и индустрија. Делегација Севиље са покрајинским седиштем у шп. Antiguo Cuartel de Caballería на авенији Менендес Пелаја пружа помоћ далеким селима, све што они сами не могу да обезбеде. Економска активност Севиље не може се одвојити од географског положаја града и чињенице да Севиља представља најразвијенији део Андалузије. Поред традиционалних насеља као што су Света Крус, Тријане и друга, она која су више удаљена од центра као што су Нервион, Источна Севиља и Будућност, која су у скорије време доживела економско побољшање. До економске кризе 2007. године ово подручје доживело је велики пораст становништва, као и развој индустријских и трговинских центара.
Током овог периода инфраструктура града допринела је расту економије претежно у услужном сектору, мада ни индустријски сектор није избио свој значај.

## Индустрија
Севиља је најзначајнија лука Шпаније. Главни производи који се извозе су: вино, воће, маслине, плута и минерали. Главни производи који се увозе су уље, угаљ и металургија који су потребни и служе областима око реке Гвадалкивир и осталим деловима Андалузије.
Градска индустрија обухвата производњу дувана, оружја, порцелана, хемијских производа, авионских делова и пољопривредне опреме. Бродоградња је постала главна индустрија након Другог светског рата, као и производња текстила од локално узгајаног памука.
Трговина, услужне делатности и туризам су остале главне делатности града.

## Религија
Иако се запажа и присуство Јевреја и Муслимана, Севиљу у великом броју чине припадници католичке вере. Католици чине 90% становништва, Муслимани 8%, а Јевреји чине 2% од укупног становништва.

## Празници
- 1. јануар - Нова година
- 28. фебруар - Дан Андалузије
- почетак априла (варира сваке године) - Света недеља
- 1. мај - Дан рада
- 30. мај - Дан Светог Фернанда (заштитник Севиље)
- јун - шп.  (варира сваке године)
- 15. август - шп. Virhen de los Rejes (заштитник Севиље)
- 12. октобар - Дан Девице од Пилара
- 1. новембар - Дан свих светаца
- 6. децембар - Дан шпанског Устава
- 8. децембар - Дан Безгрешног зачећа[40]

## Култура
У току своје дуге историје, у Севиљи су се смењивали различите културе и утицаји. Иако се данас више не плови за Америку у колонијална освајања, Севиља је остала културни, привредни и финансијски центар југа Шпаније. Овај град је познат по кориди, фламенку, маварској архитектури, укусној храни, добром вину, као и по богатом ноћном животу.

### Фестивали
Два највећа фестивала у целој покрајини се одржавају у Севиљи.
Први је Света недеља (шп. Semana Santa) и њиме се обележава смрт Исуса Христа. Почиње недељу дана пред Ускрс и у њему учествује око 60 братстава.
Други је Априлски фестивал (шп. Feria de Abril) који је један од највећих фестивала у Андалузији. Током овог фестивала људи постављају шаторе у којима проводе недељу дана дружећи се. Мушкарци облаче своја најбоља одела, а жене облаче традиционалне фламенко хаљине и изводе овај плес.

### Музика
Музичка сцена у Севиљи је једна од најкарактеристичнијих шпанских музичких сцена.
Током седамдесетих и осамдесетих година прошлог века, Севиља је имала динамичну рок сцену. Тада се у граду појављује нови музички покрет - андалузијски рок (шп. el rock andalúz) који је био под великим утицајем бендова као што су Дорс (енгл. The Doors) и (енгл. Pink Floyd).
Овај покрет је мешавина рока и фламенка. Из овог покрета су се родили бендови Тријана (шп. Triana), Аламеда (шп. Alameda), Гонг (шп. Gong), Гвадалкивир (шп. Guadalquivir) и други.
Крајем деведесетих година двадесетог века у Севиљи настаје јака реп сцена коју представљају Мала Родригез (шп. Mala Rodríguez), Тоте Кинг (шп. Tote King), СФДК (шп. SFDK), Догма кру (шп. Dogma Crew) и други. Ова снажна музичка сцена је повезана са веома популарним ноћним животом Севиље.
„Севиљане” (шп. La sevillana) су песме које подразумевају и плес типичне за Севиљу. Оне се певају и плешу највише за време различитих фестивала. Оне су настале у време Католичких краљева (шп. Los Reyes Católicos). Од 19. века су под утицајем фламенка.

### Храна
Севиљанска кухиња је веома условљена климом, те тако постоје типични зимски и летњи начини исхране. Гастрономија Севиље се базира на једноставности и штедљивости.
Локални специјалитети су андалузијски гаспаћо, спанаћ, пужеви, јагњећи бубрези у шери сосу, као и разне врсте морских плодова и пржене рибе. Сендвич серанито је врло популаран и сматра се локалном брзом храном.
Тапас су заштитни знак целе Шпаније, а поготово Андалузије. Тапас су нешто слично предјелу, мали залогаји, углавном праћени пићем у бару.
Типични севиљски десерти су полворон, мантекадос, пестињос и торијас. Полворон и мантекадос су колачи од шећера, масти и бадема или ораха, пестињос су слатки уштипци преливени медом, а торијас су пржене кришке хлеба са медом.
Севиља је позната и по винима, али и по добром пиву.

### Ноћни живот
Права забава у Севиљи почиње у касним вечерњим сатима и траје све до раног јутра. Клубови се пуне тек око 2 ујутру.
Улица „Бетис“ која обилује дискотекама је најпопуларнија за изласке у Севиљи. Аламеда је центар алтернативне сцене Севиље. У овој области се може чути разноврсна музика, од традиционалног фламенка до хаус и техно звука.
У крају Алфалфа, самом центру града, се налази мноштво кафана и тапас барова.
Током летњих дана, популарни су коктел-барови на отвореном, поред реке Гвадалкивир.

### Спорт
Севиља је дом два ривалска фудбалска клуба: ФК „Севиља“ и ФК „Реал Бетис“
Боје Севиље су црвена и бела и играју на стадиону Рамон Санчес Писхуан (шп. Estadio Ramón Sánchez-Pizjuán). Боје Бетиса су зелена и бела и играју на стадиону Руис де Лопера (шп. Ruiz de Lopera Estadio).
Оба клуба су освајала лигу по једном. Реал Бетис 1936, а Севиља 1946. године. Севиља је освојила и УЕФА куп два пута заредом, 2006. и 2007. године.
Године 1986. финале Европског првенства у фудбалу се играло на стадиону Севиље Рамон Санчес Писхуан.
Поред ових фудбалских клубова, Севиља има и мноштво других спортских клубова, као што су: 
Кошаркашки клуб „Севиља-Кахасол (шп. El Club Deportivo Baloncesto Sevilla - Cajasol), Тениски клуб „Реал Бетис“, Пливачки клуб „Севиља“, Рагби клуб „Севиља“ итд.
Севиља је била домаћин финала Дејвис купа (енгл. Davis Cup) 2004, а затим и 2011. године.

## Партнерски градови
- Анже
- Baler
- Tarija
- Барселона
- Буенос Ајрес
- Коламбус
- Гвадалахара
- Хавана
- Канзас Сити
- Рабат
- Tifariti
- Хо Ши Мин
- Краков
- Картахена де Индијас
- Калтанисета
- Рим
- Херез де ла Фронтера
- Диселдорф
- Канзас Сити
- Попајан
- Исла Кристина
- Берлин
- Икике
- Ростов на Дону

## Галерија
- Пилатова кућа
- Двориште Пилатове куће
- Двориште Пилатове куће
- Маестранса
- Музеј финих уметности у Севиљи
- Унутрашњост Алказара, двориште;
- Капела „Кармен“, надомак моста Триане
- Маестранса, главни улаз
- Метропол Парасол
- Фонтана испред Хиралде
- Шпански трг
- Детаљ са Шпанског трга
- Река Гвадалкивир у Севиљи
- Двориште катедрале са Хиралде
- Кров катедрале са Хиралде
- Гробница Кристифора Колумба
- Мост Исабеле Друге; Мост Триане
- Зграда „Телефоника“
- Триана
- Торањ Триана у Ла Картухи
- Севиљски фестивал
- Кочије на фестивалу
- Улица у Јеврејској четврти
- Јеврејска четврт
- Позориште Лопеа де Веге
- Торањ „Шиндлер“
- Тријумфални трг
- Севиљска катедрала
- Салон амбасадора
- Златни торањ
- Севиљска катедрала; панорама
- Калатравин мост
- Мост Триана ноћу
- Априлски фестивал
- Севиља, поглед са Хиралде
- Амерички трг у Севиљи
- Фабрика „Хајнекен“
- Аеродром „Сан Пабло“
- Аутопортрет Муриља
- Дијего Веласкес